# Делимир Бајић
Делимир Бајић (Бијељина, 28. март 1983) је босанскохерцеговачки фудбалер, а тренутно је члан Звијезде 09 из Станишића. Висок је 190 центиметара и наступа на позицији одбрамбеног играча.